# GUnaGU
GUnaGU je divadlo v Bratislavě, založené roku 1985.
Po dobu své existence stihlo uvést asi 50 premiér. Založili ho Viliam Klimáček, Ivan Mizera a Zuzana Benešová. Zpočátku to byl amatérský soubor, který se brzy přeměnil na profesionální divadlo. K známým hercům tohoto divadla patří: Petra Polnišová, Daniel Dangl, Roman Pomajbo, Peter Sklár a Oľga Belešová. K jeho nejznámějším hrám patří Modelky a English is easy, Csaba is dead.
Divadlo nejprve působilo v Domě kultury Ružinov, dnes sídlí v budově na Františkánském náměstí 7 v Bratislavě.